# V-League 2016/17 (Südkorea)
Die V-League 2016/17 war die 13. Spielzeit der Profi-Volleyballliga Südkoreas. Die Saison begann am 19. November 2016 und endete am 3. April 2017 mit den Meisterschaftsfinale. Titelverteidiger war Ansan OK Savings Bank Rush & Cash.

## Teilnehmende Mannschaften
| Verein                             | Ort       | Halle                | Kapazität |
| ---------------------------------- | --------- | -------------------- | --------- |
| Ansan OK Savings Bank Rush & Cash  | Ansan     | Sangnoksu-Arena      | 2.285     |
| Cheonan Hyundai Capital Skywalkers | Cheonan   | Yu-Kwan-sun-Arena    | 5.482     |
| Daejeon Samsung Fire Bluefangs     | Daejeon   | Chungmu-Arena        | 6.000     |
| Uijeongbu KB Insurance Stars       | Uijeongbu | Uijeongbu-Sporthalle | 6.240     |
| Incheon Korean Air Jumbos          | Incheon   | Gyeyang-Arena        | 4.270     |
| Seoul Woori Card Wibee             | Seoul     | Jangchung-Sporthalle | 4.618     |
| Suwon KEPCO Vixtorm                | Suwon     | Suwon-Arena          | 5.145     |

## Saison

### Hauptrunde
Die Männer-V-League setzte sich in der Saison 2016/17 aus sieben Mannschaften zusammen, die zunächst in drei Hin- und drei Rückrunden gegeneinander antraten.

### Tabelle
In der V-League gilt für den Spielbetrieb folgende Punkteregel: Für einen 3:0- oder einen 3:1-Sieg gibt es drei Punkte, für einen 3:2-Sieg zwei Punkte, für eine 2:3-Niederlage einen Punkt und für eine 1:3- oder 0:3-Niederlage keinen Punkt. Bei Punktgleichheit entscheidet zunächst die Anzahl der gewonnenen Spiele, dann der Satzquotient (Divisionsverfahren) und schließlich der Ballpunktquotient (Divisionsverfahren).
|                            | Verein                                | Anz. Spiele | Punkte | Gew. Spiele | Verl. Spiele | Sätze | Bälle |
| -------------------------- | ------------------------------------- | ----------- | ------ | ----------- | ------------ | ----- | ----- |
| 1.                         | Incheon Korean Air Jumbos             | 36          | 72     | 25          | 11           | 85:55 | 0:0   |
| 2.                         | Cheonan Hyundai Capital Skywalkers    | 36          | 68     | 23          | 13           | 85:58 | 0:0   |
| 3.                         | Suwon KEPCO Vixtorm                   | 36          | 62     | 22          | 14           | 82:70 | 0:0   |
| 4.                         | Daejeon Samsung Fire Bluefangs        | 36          | 58     | 18          | 18           | 77:70 | 0:0   |
| 5.                         | Seoul Woori Card Wibee                | 36          | 55     | 17          | 19           | 72:71 | 0:0   |
| 6.                         | Uijeongbu KB Insurance Stars (P)      | 36          | 43     | 14          | 22           | 63:80 | 0:0   |
| 7.                         | Ansan OK Savings Bank Rush & Cash (M) | 36          | 20     | 7           | 29           | 39:99 | 0:0   |
| Stand: Ende der Hauptrunde |                                       |             |        |             |              |       |       |

|     | Meisterschafts-Finalteilnehmer     |
|     | Meisterschafts-Halbfinalteilnehmer |
| (M) | Südkoreanischer Meister 2015/16    |
| (P) | KOVO-Pokal-Sieger 2016             |

### Meisterschaftsrunde
An den Meisterschaftsspielen nahmen die besten drei Mannschaften der Hauptrunde teil. Zuerst spielte der Zweit- gegen den Drittplatzierten, und der Gewinner traf im Finale auf den Erstplatzierten der Hauptrunde. Im Finalspiel wurde schließlich die Meisterschaft ausgespielt.

### Halbfinale
| Datum          | Team 1                             | Team 2              | Ergebnis       |
| -------------- | ---------------------------------- | ------------------- | -------------- |
| 19./21.03.2017 | Cheonan Hyundai Capital Skywalkers | Suwon KEPCO Vixtorm | 2:0 (3:0; 3:0) |

### Finale
| Datum                      | Team 1                    | Team 2                             | Ergebnis                      |
| -------------------------- | ------------------------- | ---------------------------------- | ----------------------------- |
| 25./27./29./01./03.04.2017 | Incheon Korean Air Jumbos | Cheonan Hyundai Capital Skywalkers | 2:3 (3:0, 2:3, 3:1, 0:3, 1:3) |